# Robert Vágner
Robert Vágner (Plzeň, 1974. május 12. –) cseh válogatott labdarúgó. Karrierje során több csapatban is megfordult, többek között a Ferencvárosban és az Újpestben, valamint a német Cottbusban is. Legnagyobb sikere a Bundesliga-indulás a Cottbusszal.

## Mérkőzései a cseh válogatottban
| #  | Dátum              | Ellenfél | Eredmény | Kiírás              | Esemény |
| -- | ------------------ | -------- | -------- | ------------------- | ------- |
| 1. | 1995. december 13. | Kuvait   | 2 – 1    | barátságos mérkőzés | 55'     |
| 2. | 1999. február 9.   | Belgium  | 1 – 0    | barátságos mérkőzés | 88'     |

## Külső hivatkozások
- Profilja a transfermarkt.de oldalán (németül)